# Krölenbroich
Krölenbroich ist ein Wohnplatz, der zur Stadt Lohmar im Rhein-Sieg-Kreis in Nordrhein-Westfalen gehört.

## Geographie
Krölenbroich liegt im Süden von Lohmar im Lohmarer Wald. Umliegende Ortschaften und Weiler sind Algert und Inger im Nordosten, Birk im Osten, Albach und Heide im Südosten sowie Lohmarhohn im Nordwesten.
Nördlich von Krölenbroich verläuft der Auelsbach, ein orographisch linker Nebenfluss der Agger.

## Geschichte
Bis 1969 gehörte Krölenbroich zu der bis dahin eigenständigen Gemeinde Inger.
Im Wertier- und Landmaßbuch der Honschaft Inger ist bereits im Jahre 1711 vermerkt: Der Krölenbruecher Hoeff gehoert zum Haus Allner. Eigentümer im Jahre 1711 war ein Spiess von Büllesheim. In der Erbhuldigungsliste von 1730 ist ein Heinrich Halfmann aufm Krollenbroich aufgeführt. Zwischen 1754 und 1795 haben die Besitzer des Hofes häufig gewechselt. 
Eine Statistik des Amtes Blankenberg weist auf den Status des freien oder auf der 4. Morgen "steuernden" Hofes aus.
Unterlagen (nach Heinrich Hennekeuser) weisen darauf hin, dass im Jahre 1799 die Eheleute Josef Scheiding und Katharina geb. Pohl von der Erbengemeinschaft Joesten in Siegen den Krölenbroicher Hof gegen ein "Stundendarlehen" von 3000 Talern, das heißt, dass das Kaufobjekt als Pfand dient, übernahmen. In der Flurkarte der Gemarkung Inger (Höferfeld) Nr. 233 und 239 sowie in der Gebäudeliste von 1823 sind ein Doppelhaus nachgewiesen, das dem Josef Scheiding gehörte. Ebenfalls anteilig ist der Schwiegersohn von Scheiding, Johann Weiler als Eigentümer benannt. Ein Sohn des Johann Weiler, Christian Weiler, wird 1833 zum Priester geweiht. Er stirbt 1882 im Alter von 74 Jahren in Titz bei Jülich.
Die Familie Weiler behält Krölenbroich bis in die Jahrhundertwende vom 19. zum 20. Jahrhundert. Als spätere Besitzer sind Wilhelm Urbach, dann Peter Urbach und Franz Giepen genannt. Urbach hat noch nach dem Ersten Weltkrieg beträchtliche Stücke des Waldes zur Erweiterung der Ackerfläche gerodet. Das Wohnhaus in Krölenbroich – heute unter Denkmalschutz – dürfte zwischen 1870 und 1880 entstanden sein.

## Verkehr
Nächstgelegene Hauptverkehrsstraße ist die Kreisstraße 13 östlich von Krölenbroich.